# Chris Seelbach (chính khách)
Chris Seelbach (sinh ngày 14 tháng 11 năm 1979) là một chính khách người Mỹ. Ông đã làm nên lịch sử vào năm 2011 khi trở thành chính khách đồng tính công khai đầu tiên được bầu vào Hội đồng Thành phố Cincinnati. Vào ngày 20 tháng 5 năm 2013, Nhà Trắng đã vinh danh Seelbach là "Nhà vô địch về sự thay đổi" của Harvey Milk quốc gia vì cam kết của ông đối với bình đẳng và dịch vụ công.

## Cao đẳng và sự nghiệp
Seelbach sinh ra ở Louisville, Kentucky. Ông chuyển đến Cincinnati vào năm 1998. Sau khi thành lập liên minh đồng tính-dị tính đầu tiên tại Đại học Xavier, ông tốt nghiệp đại học với bằng quản trị kinh doanh và theo học trường luật tại Đại học Dayton. Khi ở trường luật, ông làm việc trong nhân viên hội đồng của Phó Thị trưởng [[David Crowley (chính khách Ohio)|David Crowley, người mà anh ta trở thành bạn của nhau, và được làm việc trong chiến dịch tái tranh cử năm 2005 của Crowley. Seelbach cũng tham gia vào chiến dịch bãi bỏ Điều 12, luật cấm hội đồng thành phố thông qua bất kỳ biện pháp bảo vệ nào đối với người đồng tính nam và đồng tính nữ, đã bị bãi bỏ vào năm 2004. Năm 2014, Seelbach đã hoàn thành chương trình Chính phủ John F. Kennedy của Đại học Harvard dành cho các Giám đốc Điều hành Cấp cao trong Chính quyền Tiểu bang và Địa phương với tư cách là Thành viên Lãnh đạo Viện Chiến thắng LGBTQ của David Bohnett.